# Sylviocarcinus pictus
Sylviocarcinus pictus е вид десетоного от семейство Trichodactylidae. Видът не е застрашен от изчезване.

## Разпространение и местообитание
Разпространен е в Аржентина, Боливия, Бразилия (Амазонас, Амапа, Мараняо, Пара, Пиауи, Рондония и Рорайма), Венецуела, Гвиана, Колумбия, Парагвай, Перу, Суринам и Френска Гвиана.
Обитава крайбрежията и пясъчните дъна на сладководни басейни, океани, морета, реки и потоци.

## Описание
Популацията на вида е стабилна.